# Oxytropis cabulica
Oxytropis cabulica là một loài thực vật có hoa trong họ Đậu. Loài này được (Boiss.) Boiss. miêu tả khoa học đầu tiên.